# K-456 Viljučinsk
Il K-456 Tver' (ex Viljučinsk) è un SSGN russo appartenente alla classe Oscar II. Entrato in servizio nei primi anni novanta, risulta operativo nella Flotta del Pacifico.

## Storia
Il K-456 venne impostato presso il cantiere navale Sevmash, a Severodvinsk, il 9 febbraio 1988, ed entrò in servizio il 18 agosto 1992. Mentre era ancora in allestimento, il 15 febbraio 1992, ricevette il nome di Kasatka. Il 5 febbraio 1993 fu inquadrato nell'11ª Divisione della Flotta del Nord.
L'8 settembre 1993, il sottomarino lasciò la sua base della penisola di Kola, e si mise in viaggio verso i porti dell'Oceano Pacifico, in modo da prendere servizio nella relativa flotta russa. Il 28 settembre, infatti, fu ufficialmente inquadrato nell'11ª Divisione. Due giorni dopo, il K-456 Kasakta emerse tra i ghiacci del Polo Nord. Il 23 marzo 1996, il sottomarino fu autore, insieme al K-132 Irkutsk, di lanci multipli di missili antinave. Il 20 giugno seguente, ricevette il definitivo nome di Viljučinsk, come l'omonima città nell'Oblast' di Kamčatka. Tra il 1997 ed il 2002, è stato sottoposto a lavori di revisione. Nel maggio 2009 risulta in servizio con la Flotta del Pacifico. Nel 2011, dopo lavori di ammodernamento, cambia il nome in Tver', in onore dell'omonima città.